# Modern Music
Modern Music è il quarto album in studio del gruppo musicale britannico Be-Bop Deluxe, pubblicato nel 1976.

## Tracce
Side 1
1. Orphans of Babylon - 3:15
2. Twilight Capers - 4:25
3. Kiss of Light - 3:11
4. The Bird Charmer's Destiny - 1:20
5. The Gold at the End of My Rainbow - 3:54
6. Bring Back the Spark - 3:38

Side 2
1. Modern Music - 3:40
2. Dancing in the Moonlight (All Alone) - 2:09
3. Honeymoon on Mars - 1:22
4. Lost in the Neon World - 0:48
5. Dance of the Uncle Sam Humanoids - 2:12
6. Modern Music (reprise) - 1:39
7. Forbidden Lovers - 5:03
8. Down on Terminal Street - 4:00
9. Make the Music Magic - 1:53